# Pasquale Caso
Pasquale Caso (Altamura, 1º ottobre 1871 – Potenza, 1947) è stato un politico italiano. Oltre a essere deputato del Regno d'Italia per quattro legislature, nel 1901 fu eletto sindaco della sua città natale Altamura.

## Biografia
Pasquale Caso nacque ad Altamura il 1 ottobre 1871 da Nicola Caso (1827) e Angela Simone (1840) ed ebbe tre fratelli, Domenico, Maria e Vincenzo. Nel 1899 si sposò con Regina Colonna e fu eletto deputato del Regno d'Italia per più legislature, oltre a ricoprire la carica di sindaco della sua città natale Altamura.
Morì a Potenza nel 1947 in seguito a un incidente ferroviario.
Secondo alcune fonti, Caso fu definito da alcuni "filogovernativo, inveterato esempio di trasformismo e corruzione" e, a livello locale, il suo operato nonché l'epoca stessa in cui governò vanno sotto il nome di "casismo".